# 阿尔梅纳拉镇
阿尔梅纳拉镇是西班牙卡斯蒂利亚-拉曼恰昆卡省的一个市镇。总面积38平方公里，总人口513人（2001年），人口密度14人/平方公里。